# ستيف لينوكس
ستيف لينوكس (بالإنجليزية: Steve Lennox)‏ (16 نوفمبر 1964 بأبردين في المملكة المتحدة - ) هو لاعب كرة قدم بريطاني في مركز الوسط. لعب مع ستوك سيتي ونادي توركي يونايتد ونادي إيست فيف ونادي مونتروز لكرة القدم وفورفار أثلتيك ‏ وHuntly F.C. ‏ ونادي بيترهيد ‏.

## وصلات خارجية
- ستيف لينوكس على موقع قاعدة بيانات كرة القدم.إي يو (الإنجليزية)